# Prišnjak Veli
Prišnjak Veli je nenaseljeni otočić u Kornatima. Pripada Hrvatskoj. Zanimljivost otoka je njegov orijentacija (JZ-SI), okomita na smjer prostiranja svih kornatskih otoka.
Njegova površina iznosi 0,091 km². Dužina obalne crte iznosi 1,46 km.

## Vanjske poveznice
|  | Zajednički poslužitelj ima još gradiva o temi Prišnjak Veli |